# Tamise (Belgique)
Pour les articles homonymes, voir Tamise (homonymie).
Tamise,, (en néerlandais Temse) est une commune néerlandophone de Belgique située en Région flamande, dans la province de Flandre-Orientale.

## Géographie
Tamise est à environ 20 km au sud-ouest d'Anvers. Elle est longée au sud-est par l'Escaut.

### Sections de la commune
| # | Section   | Superf. (km²) | Habitants (2020) | Habitants par km² | Code INS |
| - | --------- | ------------- | ---------------- | ----------------- | -------- |
| 1 | Tamise    | 22,13         | 20.289           | 917               | 46025A   |
| 2 | Steendorp | 5,17          | 3.543            | 686               | 46025B   |
| 3 | Tielrode  | 7,43          | 3.856            | 519               | 46025C   |
| 4 | Elversele | 5,01          | 2.399            | 479               | 46025D   |

### Communes limitrophes
| Saint-Nicolas |        | Beveren  |
| Waesmunster   | Tamise | Kruibeke |
| Hamme         | Bornem |          |

## Histoire
Un champ d'urnes daté de l'âge du bronze a été découvert entre le centre de Tamise et le hameau de Velle, situé à environ 3,5 km au nord.
Les plus anciennes traces archéologiques d'habitation remontent à l'âge de pierre. Des découvertes ont été faites datées de la fin de l'âge du bronze, de l'âge du fer et de la période gallo-romaine, entre autres. La christianisation de la commune eut lieu avant 772 et en 864 le village fut donné à l'abbaye de Blandinus à Gand par le comte de Flandre, le village resta sous la direction d'un chevalier gardien de cette abbaye jusqu'en 1460. Un marché hebdomadaire a été créé en 1264 et à partir de 1519, Charles Quint l'a étendu avec une foire annuelle. Le 7 juillet 1684, un grand incendie fait rage à Tamise, détruisant une grande partie du village.
En 1912, la Semaine internationale de vol pour les hydravions (nl) a eu lieu, la réunion a été mise en place pour l'évaluation des hydravions qui pourraient éventuellement être utilisés au Congo belge,. Des tests ont été effectués avec leur propre avion par quinze pilotes belges, français et allemands. C'était le plus grand événement de l'histoire de Tamise.
Pendant la Première Guerre mondiale, la publication Onze Temschenaars est apparue comme un agent de liaison entre le front intérieur et le front de guerre. 63 Temsenaars ont été tués et onze ont succombé dans des camps. Theofiel Maes et Kamiel Van Buynder ont également été fusillés le 14 juillet 1917 au Fort 4 à Mortsel en raison d'activités d'espionnage. Ils avaient été actifs pour le service d'espionnage répondant au nom de code Theo, qui était destiné à informer l'armée belge des mouvements des troupes allemandes.
Le réalisateur de cinéma Antoine André a tourné une partie de son film L'Hirondelle et la Mésange (1920) à Tamise (à partir de 30'20), avec en particulier des prises de vue des canaux et du marché aux poissons.
Sur l'emplacement actuel du domaine de ster avait lieu un aéroport de l'armée construit en 1938

## Héraldique
|  | La commune possède des armoiries qui lui ont été octroyées le 13 octobre 1819 et confirmées les 30 avril 1838 et 13 juillet 1978. La clé est le symbole de Saint-Pierre. Le village a été donné en 870 à l'Abbaye Saint-Pierre de Gand qui a possédé de nombreuses possessions dans le village pendant plusieurs siècles. La plus ancienne utilisation connue d'une clé du village date d'une carte du XVIIe siècle où les armoiries sont déjà montrées. Le seul sceau historique de Tamise, connu depuis 1779, montre également la clé. Comme en 1819, le conseil ne demanda pas de couleurs, les armoiries furent octroyées aux couleurs historiques néerlandaises. Les armoiries ont été confirmées après l'indépendance de la Belgique mais les couleurs n'ont pas été changées. Blasonnement : D'azur à la clef d'or posée en pal. Source du blasonnement : Heraldy of the World. |

## Démographie

### Évolution démographique: Avant la fusion des communes
- Sources : INS, Rem. : 1831 jusqu'en 1970 = recensements, 1976 = nombre d'habitants au 31 décembre[14].

### Évolution démographique de la commune fusionnée
Graphe de l'évolution de la population de la commune. Les données ci-après intègrent les anciennes communes dans les données avant la fusion en 1977.
- Source : DGS - Remarque: 1831 jusqu'à 1981=recensement; depuis 1990=nombre d'habitants chaque 1er janvier[16]

## Personnalités liées à cette commune
- Amalberge, sainte, patronne de Tamise[17] ;
- Les frères Van Raemdonck ;
- Frans Buyens, cinéaste ;
- José De Cauwer, coureur cycliste ;
- Franky De Gendt, coureur cycliste ;
- Wim De Decker, footballeur ;
- Karl Meersman (1961-), caricaturiste ;
- Bienheureux Édouard Poppe, prêtre ;
- Jacques Raymond, chanteur ;
- Siska Schoeters, animatrice radio ;
- Frans Smet-Verhas, architecte ;
- Anne Van Lancker, politicienne ;
- Tony Van Os, artiste peintre ;
- Etienne Vercauteren, coureur cycliste ;
- Jan Vertonghen, footballeur.